# Anton Mussert
Anton Adriaan Mussert (Werkendam, 11 de maio de 1894 – Haia, 7 de maio de 1946) foi um político holandês que foi cofundador do Movimento Nacional Socialista nos Países Baixos (Nationaal-Socialistische Beweging, NSB) em 1931 e serviu como seu líder até que o partido foi banido em 1945. Como tal, ele foi o líder holandês mais proeminente do movimento antes e durante a Segunda Guerra Mundial. Mussert colaborou com o governo de ocupação alemão, mas recebeu pouco poder real e manteve o título nominal de Leider van het Nederlandsche Volk ("Líder do Povo Holandês") de 1942 em diante. Em maio de 1945, quando a guerra chegava ao fim na Europa, Mussert foi capturado e preso pelas forças aliadas. Ele foi acusado e condenado por traição e executado em 1946.

## Biografia
Mussert nasceu em 11 de maio de 1894 em Werkendam, na parte norte da província de Brabante do Norte, nos Países Baixos.  Desde cedo demonstrou talento em assuntos técnicos e, após concluir o ensino médio, escolheu estudar engenharia civil na Universidade Técnica de Delft. Ele se casou com sua tia Maria Witlam, irmã de sua mãe, em 1917, apesar da oposição de sua mãe. Na década de 1920, ele se tornou ativo em várias organizações de extrema direita, como a Dietsche Bond, que defendia uma Grande Holanda, incluindo Flandres (Bélgica de língua holandesa). 

## Fundação do National-Socialistische Beweging

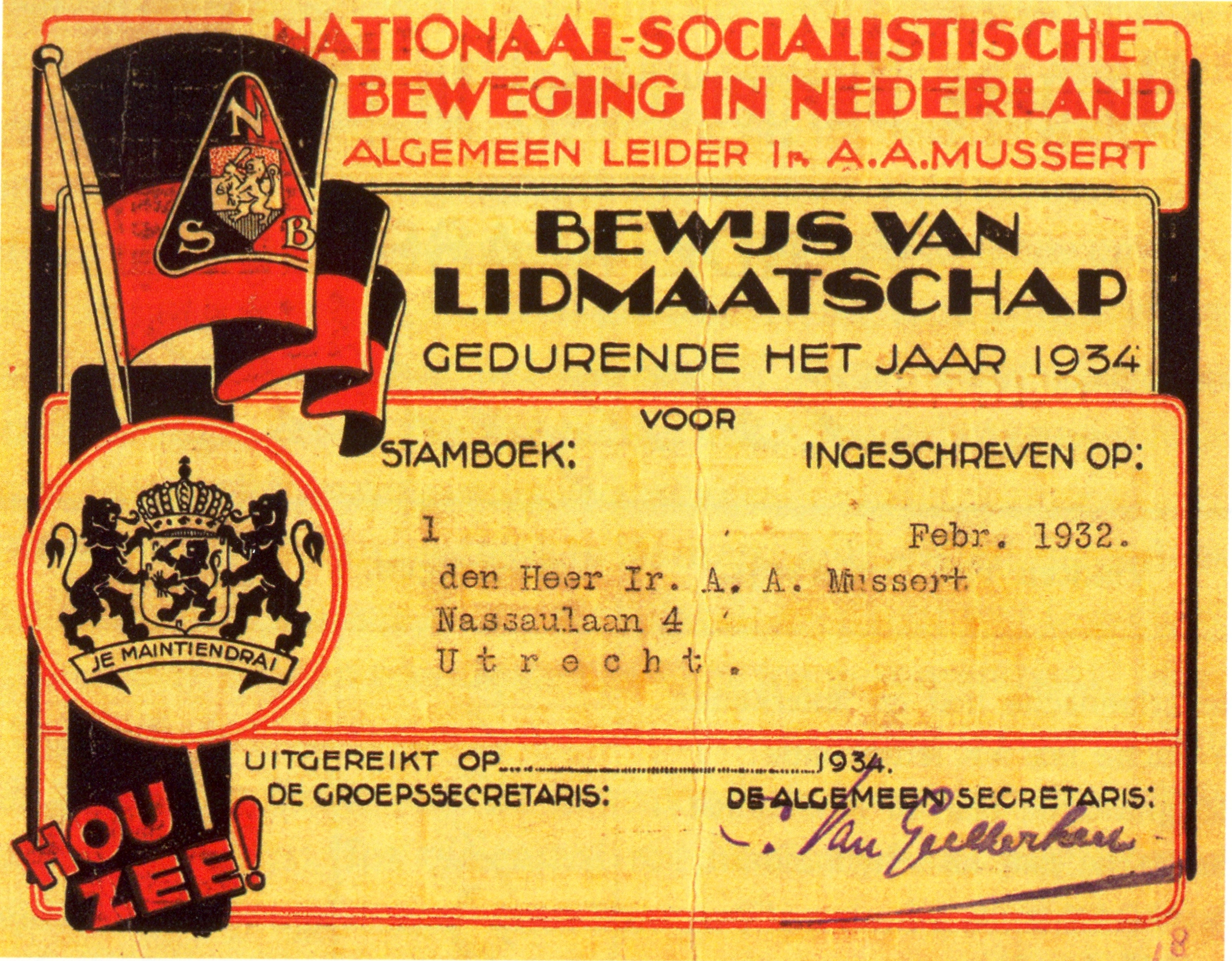
Cartão de membro de Mussert no NSB

Em 14 de dezembro de 1931, Mussert, Cornelis van Geelkerken e dez outros fundaram o Movimento Nacional Socialista nos Países Baixos (em neerlandês: Nationaal-Socialistische Beweging in Nederland), uma contraparte holandesa do Partido Nacional-Socialista dos Trabalhadores Alemães. Nos seus primeiros anos, o NSB gabou-se de que os seus membros incluíam várias centenas de judeus,  até que o partido alemão seguiu um rumo mais antissemita.
Uma manifestação em 1933 em Utrecht atraiu apenas 600 apoiadores. Um ano depois, o NSB reuniu 25.000 manifestantes em Amsterdã. O NSB recebeu 300.000 votos nas eleições parlamentares de 1935, quase 8% dos votos nacionais.  Na eleição de 1937, obteve pouco mais da metade dos votos. Depois disso, Mussert trabalhou para impedir a resistência à invasão alemã. 

## Papel durante a guerra

### 1940

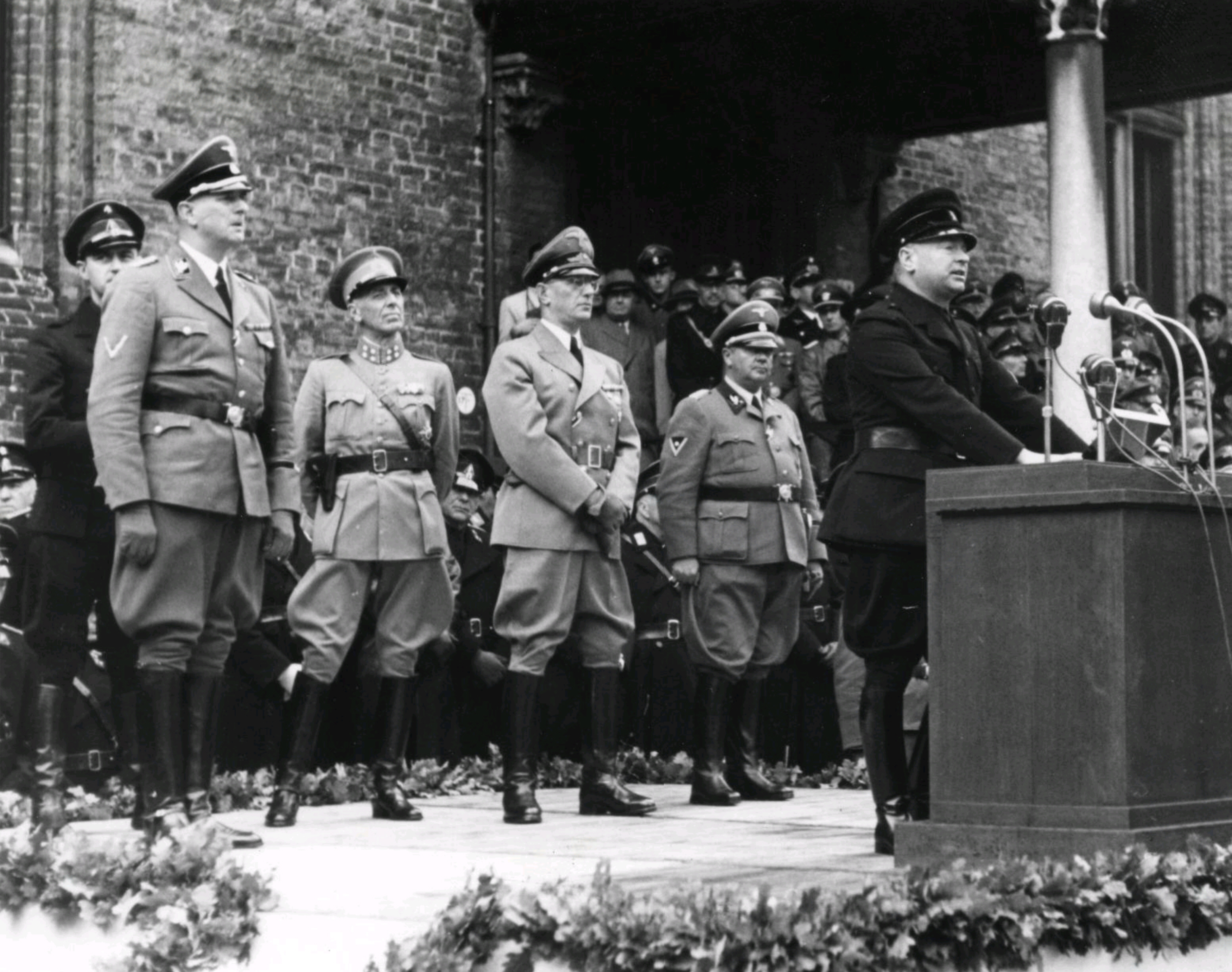
Mussert discursando para voluntários do NSB em Haia, outubro de 1941. Na retaguarda (da esquerda para a direita) estão o SS Obergruppenführer Hanns Albin Rauter, o general holandês Hendrik Seyffardt, os Reichskommissar Arthur Seyss-Inquart, e o SD Gruppenführer Wilhelm Harster.

O estado de sítio foi declarado pelo governo holandês em abril de 1940 depois que o correspondente estrangeiro do The New York Times, Vladimir Poliakov, relatou que os seguidores de Mussert estavam se preparando para sequestrar a rainha Guilhermina como parte de um golpe. 
Em 10 de maio, tropas alemãs invadiram a Holanda e Mussert foi autorizado a suprimir todos os partidos políticos, exceto o NSB.
Mussert não foi nomeado primeiro-ministro da nação ocupada. Em vez disso, o nazista austríaco Arthur Seyss-Inquart foi nomeado Reichskommissar, enquanto Berlim convocou Mussert para controlar seus compatriotas não cooperativos. Mussert respondeu trabalhando com a Gestapo para acabar com a resistência à ocupação alemã. Em 21 de junho de 1940, Mussert concordou em ter membros do NSB treinando com o SS-Standarte 'Westland' . Em 11 de setembro, Mussert instruiu Henk Feldmeijer a organizar a Nederlandsche SS (SS Holandesa) como uma divisão do NSB. Mussert não teve nada a ver com a criação de uma unidade SS voluntária totalmente holandesa, a SS-Freiwilligen-Legion Niederlande.  Apesar disso, milhares de cidadãos holandeses foram presos.

### 1941–1945

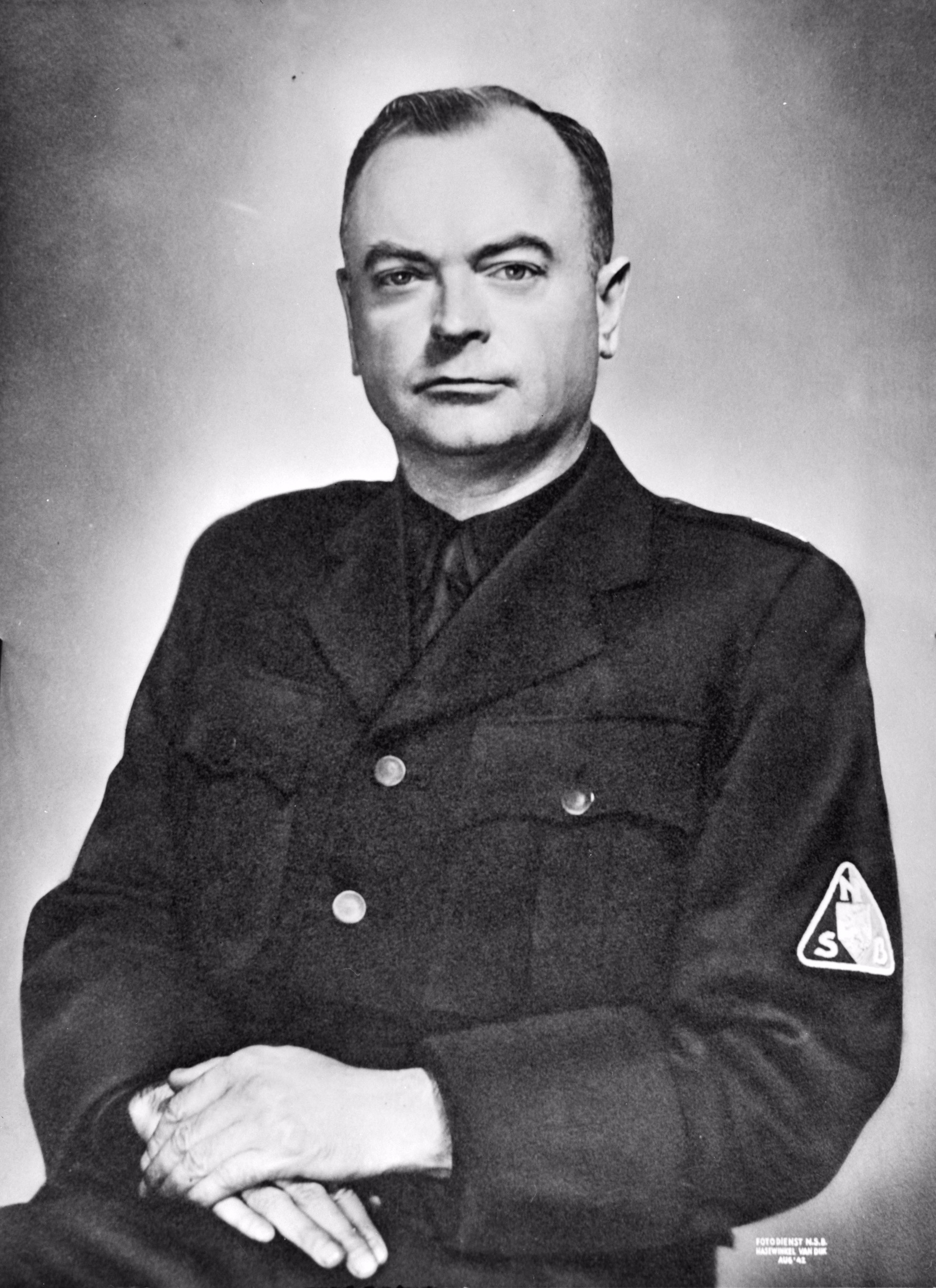
Mussert com uniforme do National-Socialistische Beweging

Em fevereiro de 1941, Mussert concordou e supervisionou a formação da 23ª Divisão SS Voluntária Panzer Grenadier Nederland, que treinou em Hamburgo. Em novembro de 1941, a formação foi enviada para a Frente Oriental, perto de Leningrado, sob o comando geral do Grupo de Exércitos Norte. A divisão se saiu bem ao lado de seus aliados alemães, mas sofreu grandes perdas. 
Em 8 de dezembro de 1941, a administração holandesa independente nas Índias Orientais Holandesas declarou guerra ao Japão, o aliado da Alemanha Nazista.  Após a invasão e ocupação japonesa e o subsequente internamento de 100.000 civis holandeses e 50.000 militares, Mussert solicitou uma reunião com Hitler. Em 13 de dezembro de 1942, Hitler declarou Mussert "Leider van het Nederlandse Volk" (Líder do Povo Holandês). 
Tendo perdido o controle da SS Holandesa e das unidades militares que serviam na Wehrmacht para seus mestres nazistas, Mussert teve seu último encontro com Hitler em maio de 1943, onde lhe foi dito que ele nunca teria controle político. Após a malsucedida Operação Market Garden em setembro de 1944, que incluiu uma greve de apoio dos trabalhadores ferroviários holandeses, as autoridades alemãs proibiram o transporte de alimentos por ferrovia, resultando no Hongerwinter de 1944/45, durante o qual 18.000 pessoas morreram. Durante toda a crise, Mussert permaneceu em silêncio por medo de perder o pouco poder que lhe restava.  No final da guerra, 205.901 homens e mulheres holandeses haviam morrido. Os Países Baixos tiveram a maior taxa de mortalidade per capita de todos os países ocupados pela Alemanha na Europa Ocidental, 2,36%.  Outros 30.000 morreram nas Índias Orientais Holandesas, seja lutando contra os japoneses ou em campos como prisioneiros de guerra japoneses. Civis holandeses também foram mantidos nesses campos. 

## Execução

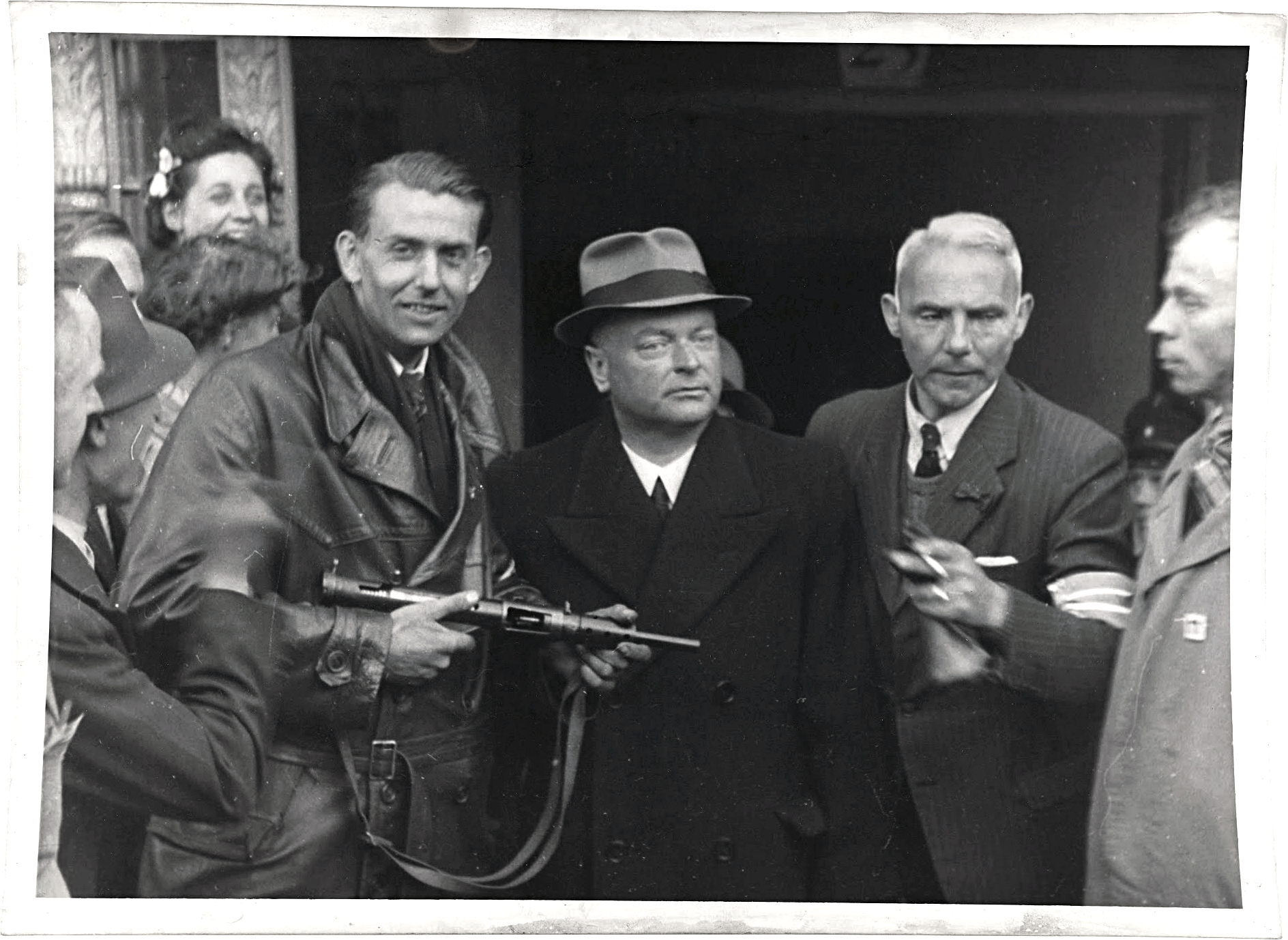
Anton Mussert sendo detido e levado para fora de seu escritório em Haia, 7 de maio de 1945

Após a rendição da Alemanha, Mussert foi preso no escritório do NSB em Haia em 7 de maio de 1945. Ele foi condenado por alta traição em 28 de novembro, após um julgamento de dois dias, e sentenciado à morte em 12 de dezembro. Ele apelou à Rainha Guilhermina por clemência. Ela recusou. Em 7 de maio de 1946, exatamente um ano após sua prisão e quatro dias antes de seu 52º aniversário, Mussert foi executado por um pelotão de fuzilamento em Waalsdorpervlakte, um local perto de Haia, onde centenas de cidadãos holandeses foram mortos pelo regime nazista. 